# Académie Shanmugha
L' Académie Shanmugha des arts, des sciences, de la technologie et de la recherche, connue sous le nom de SASTRA, pour Shanmugha Arts, Science, Technology & Research Academy, est une université de la ville de Thirumalaisamudram, dans le district de Thanjavur, au Tamil Nadu, en Inde. Elle propose des cursus de premier cycle, d'études supérieures et de doctoraten  ingénierie, sciences, éducation, gestion et arts.

## Histoire
L'Académie SASTRA ouvre en 1984, sous la forme du Shanmugha College of Engineering, affilié à l'Université Bharathidasan (en), à Tiruchirappalli. En 2001, elle est renommée en Shanmugha Arts, Science, Technology & Research Academy. Elle est le premier établissement à obtenir le statut d'établissement indien reconnu comme université ("Deemed university (en)") au Tamil Nadu. Le Centre Srinivasa Ramanujan à Kumbakonam lui est affilié.
En 2011, la société de logiciels Tata Consultancy Services établit un record mondial du recrutement avec 1 755 élèves de SASTRA : c'est le plus important recrutement par une entreprise dans le monde en provenance d'un seul campus.

## Installations du campus
Le campus occupe une zone bâtie de plus de 190 000 m2 et abrite une population de plus de 13 000 étudiants.

## Classement
Le QS World University Rankings classe SASTRA dans les rangs 351-400 en Asie, en 2018.
SASTRA a été classée 33ème parmi les écoles d'ingénieurs en Inde par le National Institutional Ranking Framework (en) (NIRF) en 2018, 36ème parmi les universités et 54ème dans l'ensemble.

## Festivals
La première édition de Kuruksastra a eu lieu les 2 et 3 mars 2007. La deuxième édition de Kuruksastra a duré du 6 au 9 mars 2008. Le festival a permis l'accueil musical de célébrités pour un spectacle "Pro Nite" avec des chanteurs tels que Shankar Mahadevan, Karthik, Mahathi, Pop Shalini, Stephen Devassy et Suchitra. Avec plus de 1200 participants, c'est l'un des plus importants festivals du pays.